# Deciphering the Message
Deciphering the Message (deutsch Die Botschaft entschlüsseln) ist ein Jazzalbum von Makaya McCraven. Die um 2020/21 entstandenen Aufnahmen erschienen am 19. November 2021 auf Blue Note Records. Auf dem Album beschäftigt sich McCraven mit dem klassischen Blue Note-Katalog der 1950er- und 60er-Jahre und interpretiert Klassiker von Art Blakey, Horace Silver, Hank Mobley, Kenny Burrell, Eddie Gale und Dexter Gordon.

## Hintergrund
McCraven wurde für die Produktion des Albums die Erlaubnis erteilt, in den Blue Note-Archiven zu stöbern und Tracks des Katalogs zu überarbeiten – einige klassisch und einige obskur. McCraven spielte über das historische Material neue Spuren mit dem Vibraphon von Joel Ross, der Trompete von Marquis Hill, Tenorsaxophon und Flöte von Sean Jones, sowie dem Bassisten Junius Paul und den Gitarristen Matt Gold und Jeff Parker.
Der Katalog ist für den Jazzkanon – und McCravens Stil im Allgemeinen – so wichtig, schrieb Matthew Ismael Ruiz, dass er bereits an einigen der Tracks gearbeitet hatte, wie etwa dem Hard-Bop-Stück „Sunsets“ des Trompeters Kenny Dorham von 1961. Die Musik von Art Blakey und den Jazz Messengers bilden das „Bindegewebe“; McCraven verwendet zusätzliche Gesangssamples aus Blakeys Platten als De-facto-EmCee, wie das „Pee Wee Marquette Announcement“ aus A Night at Birdland, Vol. 1 (1956) am Beginn von „Sliced Off the Top“, oder „Introduction by Art Blakey“ aus At the Jazz Corner of the World, Vol. 1 (1959).

### Provenienz des Materials
Auf dem ersten Track Sliced Off the Top geht McCraven daran, seine eigenen Drum-, Bass- und Percussion-Tracks in A Slice of the Top von dem Saxophonisten Hank Mobley (1966 aufgenommen, 1979 veröffentlicht), einzufügen. McCravens Rhythmen treiben das alte Material mit einem Beat-getriebenen Hip-Hop-Feeling ins neue Jahrtausend, notierte Matthew Ismael Ruiz. Zu den weiteren Stücken gehört auch Kenny Dorhams Sunset von dessen Blue-Note-LP Whistle Stop (1961), und Horace Silvers Ecaroh, von dessen LP Horace Silver Trio (1952). Aus Art Blakeys klassischem Messengers-Lineup mit Lee Morgan, Wayne Shorter, Bobby Timmons und Jymie Merritt und dem Album A Night in Tunesia kommt das Stück When Your Lover Has Gone (nun When You've Left Your Lover); Gold und Ross vermischen sich mit Shorter und Morgan an der ursprünglichen Frontlinie, um neu gestaltete Texturen zu schaffen. Ecaroh (nun Revlis) stammt aus dem Album Horace Silver Trio (1953). Eine weitere Einführung von Pee Wee Marquette; damit beginnt Bobby Hutchersons Tranquility (nun Corner of the World) aus der LP Components von 1966. Hutchersons Ensemble umfasste Freddie Hubbard, Herbie Hancock, Ron Carter und Paul Chambers, die McCraven im Wesentlichen mit seiner Band aus Hill, Jones, Ward, Gold und ihm selbst verdoppelt und selbst Schlagzeug, Perkussion und Synthesizerparts hinzufügt.
Einige dieser Tracks wie Wail Bait (AKA Wait Bail) aus Memorial Album (1953) von Clifford Brown und Coppin' The Haven (nun At the Haven Coppin’) aus Dexter Gordons One Flight Up (1964) sind beide kurze zweiminütige Ausschnitte. Die Singleauskopplung des Albums ist ein weit weniger bekanntes Stück, Jack Wilsons Frank’s Tune (De’Jeff’s Tune) aus Easterly Winds (1967). Hier verwendet McCraven ein von Musik der 1980er-Jahre inspiriertes Arrangement, um einen Dance-Groove zu entwickeln. Der Track beginnt und endet mit Art Blakey, der sich an das Publikum wendet: „Wir möchten, dass Sie Ihre weltlichen Probleme draußen lassen und hierher kommen und swingen … Ball.“ Der Übergang zu Autumn in New York (Spring in Chicago) geht vom tanzbaren R&B-Groove in einen Late-Night-Noir-R&B-Groove über, der über Kenny Burrells Version aus Blue Lights Vol. 1 (1958) gelegt ist.
Es folgt das letzte Spoken-Word-Segment, eigentlich zwei davon, eines von Pee Wee Marquette und das andere von Art Blakey, um Monaco (Monte Negro) aus Kenny Dorhams Round About Midnight at the Café Bohemia (1956) vorzustellen. Daran schließt sich ein weiteres kurzes Stück an, in dem McCraven das ursprüngliche Sextett mit Parker, Hill und Jones’ Tenorsaxophon verdoppelt, und Justin Dillard Handtrommeln hinzufügt. Wayne Shorters Mr. Jin (Mr. Gin) stammt aus Indestructible von Art Blakey & The Jazz Messengers (1966). Anschließend wendet sich McCraven erneut an Jack Wilson, um dessen Stück CFD (DFC) aus Something Personal (1967) zu bearbeiten, das Wilson (Piano) mit Roy Ayers und Ray Brown aufgenommen hatte. Auch hier bleibt die Originalband in der Mischung hervorgehoben, in die Wards Altsaxophon, Golds Gitarre und McCravens Instrumentenpalette einfließen, um den Klang eines größeren Ensembles zu erzeugen. Eddie Gales Black Rhythm Happening aus dem gleichnamigen Album von 1969 wird zurückhaltend mit Sean Jones an Tenorsaxophon und Flöte überlagert.

## Titelliste
- Makaya McCraven: Deciphering the Message (Blue Note 00602438144730 (LP); 00602438144723 (CD))[3]

1. A Slice of the Top [Sliced Off the Top] (Hank Mobley) 3:11
2. Sunset [Son Set] (Kenny Dorham) 3:48
3. When Your Lover Has Gone [When You've Left Your Lover] (Einar Aaron Swan) 2:11
4. Ecaroh [Revlis] (Horace Silver) 2:57
5. Tranquillity [Corner of the World] (Bobby Hutcherson) 3:39
6. Wail Bait [Wait Bail] (Quincy Jones) 2:09
7. Coppin’ the Heaven [At the Haven Coppin’] (Dexter Gordon) 2:35
8. Frank's Tune [De’Jeff’s Tune] (Frank Strozier) 3:37
9. Autumn in New York [Spring in Chicago] (Vernon Duke) 5:55
10. Monaco [Monte Negro] (Kenny Dorham) 2:24
11. Mr. Jin [Mr. Gin] (Wayne Shorter) 2:57
12. C.F.D. [DFC] (Jack Wilson) 3:17
13. Black Rhythm Happening (Eddie Gale Stevens) 3:34

## Rezeption

### Rezensionen
Phil Freeman schrieb in Stereogum, Makaya McCraven sei der großartigste Remixer des Jazz. Seine Fähigkeiten am Schlagzeug werden zu diesem Zeitpunkt tatsächlich von seiner Kreativität als „Beatmaker“ überlagert. Bei Deciphering the Message tue er jedoch beides, und die Ergebnisse seien erstaunlich. Was dieses Album so faszinierend mache, sei die Leistung, dass er auch eine unglaubliche Crew von Spielern mitgebracht hat, die den Stücken neue Elemente hinzufügen und sie zu ihren eigenen machen würden. „Autumn in New York“ wurde ursprünglich von Gitarrist Kenny Burrell auf seinem Album Blue Lights, Vol. 1 aufgenommen; in dessen Version sei es eine sanfte Late-Night-Sologitarrenballade gewesen; aber McCraven habe diese Performance mit einem eigenen sanften Beat umgeben. Das Endergebnis sei ein faszinierender und wunderschöner Smooth-Jazz/Rhythm-&-Blues-Hybrid, seltsamerweise nach 90er-Jahre klingend.
Nach Ansicht von Matthew Ismael Ruiz (Pitchfork Media) erforscht McCraven nicht nur den Katalog von Blue Note, sondern auch seine eigene Beziehung dazu. Mit einer so umfangreichen Sammlung von Arbeiten, aus denen er ziehen konnte, habe sich McCraven auf Aufzeichnungen aus den 1960er-Jahren und früher konzentriert, was dazu beitrage, die Konsistenz einer einzelnen Session aufrechtzuerhalten, obwohl sie aus mehr als einem Dutzend verschiedener Aufzeichnungen stammt. McCraven befinde sich im Zentrum seines eigenen Kreises talentierter zeitgenössischer Musiker und es gelinge ihm, bewusst die Grenze zwischen Samples und Neuaufnahmen zu verwischen, zwischen Drum Machines und Drumkits. Als Ergebnis entstehe etwas Vertrautes und doch Jenseitiges, ein Album voller Kollaborationen zwischen jungen Talenten und alten Legenden, von denen einige längst verstorben sind.
John Garratt (Pop Matters) meinte, McCraven bastle zwar an einigen beliebten Blue Note-Klassikern, aber die Ergebnisse seien viel respektvoller, als man vielleicht glauben wird. Um das Ganze abzurunden, habe Deciphering the Message genug Wiederspielwert, um Musiker wie Jeff Parker und Greg Ward älteren Fans und Dexter Gordon und Clifford Brown den Jungen und Eifrigen vorzustellen.

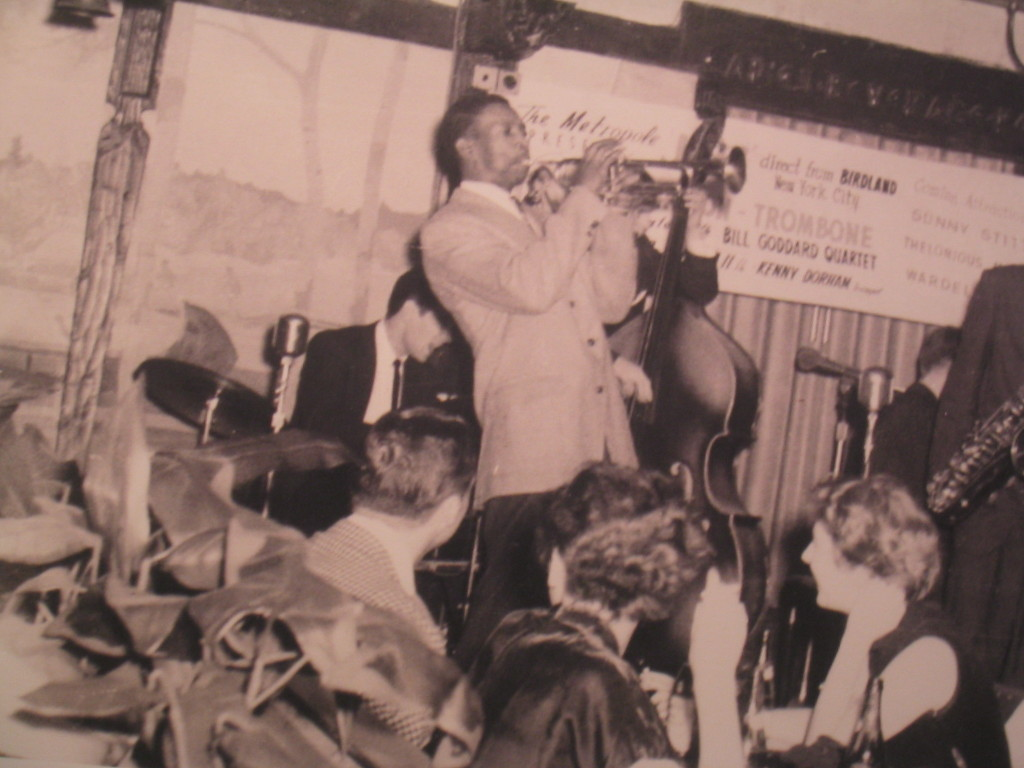
Kenny Dorham (1954)

Beim Hören der Namen Kenny Dorham, Horace Silver, Art Blakey könnte man erwarten, dass ein weiterer jüngerer Blue Note-Künstler seinen Vorgängern bei diesem Label Tribut zollt. Aber das sei keineswegs das, was McCraven (der besser als „Beat Scientist“ bezeichnet werden kann denn als Schlagzeuger oder Produzent) hier, zumindest nicht ausschließlich tue. Wie schon zuvor grabe McCraven willentlich Stücke aus der Vergangenheit aus und füge sie zu neuen Ganzen zusammen. McCravens Überarbeitung von Dorhams „Sunset“ verdeutliche dies; er optimiert die Idee weiter: Der Basistrack von 1961 beruht auf den Beiträgen der ursprünglichen Musiker Dorham, Mobley, Kenny Drew senior, Philly Joe Jones und Paul Chambers. Aber dazu habe McCraven neue Gitarrenparts von Jeff Parker, Vibraphon von Joel Ross und mehr hinzugefügt. Ein Dub-ähnlicher Abschnitt mitten im Stück und die eigenen verdrehten Rhythmen des Leaders verwandeln das Original in ein erheblich verändertes Etwas. Von all diesen Experimenten habe jedes ein beeindruckend neu konfiguriertes Pastiche.
Jim Hynes schrieb im Glide Magazine, McCraven habe die Tracks absichtlich sequenziert, damit es eher wie ein stimmiges Album klingt als nur eine Sammlung von Blue Note-Melodien, und zweifellos sei man manchmal emsig, die Originale mit neuen Beiträgen zu überlagern. Es gebe einfach so viel Musik im legendären Blue Note-Katalog, aber es sollte nicht überraschen, dass McCraven, der Schlagzeuger, sich für fünf entschieden hat, wo Art Blakey am Schlagzeug saß. Ein Teil seiner Absicht sei zweifellos, dass die Hörer auch die Originale erneut anhören. Damit sei ist ein großartiges Experiment und gleichzeitig ein kühnes – die Manipulation einiger ikonischer Aufnahmen, aber es sei McCravens Art, die Tradition zu ehren und die Musik dieser nächsten Generation von Hörern vielleicht zugänglicher zu machen, da sein Quellenmaterial 50–70 Jahre alt ist, aber immer noch verbunden sei. Die Schönheit liege in den Übergängen, der Sequenzierung, der Schichtung und dem Geist des Unterfangens. Man solle es am besten als Ganzes und nicht als Summe von Teilen begreifen.

### Charts und Chartplatzierungen
| ChartsChartplatzierungen | Höchstplatzierung | Wochen |
| ------------------------ | ----------------- | ------ |
| Deutschland (GfK)        | 97 (1 Wo.)        | 1      |
| Schweiz (IFPI)           | 98 (1 Wo.)        | 1      |